# IVe législature des Cortes d'Aragon
La IVe législature des Cortes d'Aragon est un cycle parlementaire des Cortes d'Aragon, d'une durée de quatre ans, ouvert le 26 juin 1995, à la suite des élections du 28 mai précédent, et clos le 20 avril 1999.

## Bureau
| Poste                  | Titulaire                | Parti | Parti | Circonscription |
| ---------------------- | ------------------------ | ----- | ----- | --------------- |
| Président              | Emilio Eiroa             |       | PAR   | Saragosse       |
| Premier vice-président | Ignacio Palazón          |       | PP    | Saragosse       |
| Second vice-président  | Isidoro Esteban          |       | PSOE  | Teruel          |
| Premier secrétaire     | Ángel Muzas              |       | PP    | Huesca          |
| Second secrétaire      | Norberto Caudevilla      |       | PAR   | Saragosse       |
| Second secrétaire      | Miguel Usón (04/10/1996) |       | PAR   | Huesca          |

## Groupes parlementaires
| Nom | Nom                    | Début | Fin | Porte-parole                                                                     |
| --- | ---------------------- | ----- | --- | -------------------------------------------------------------------------------- |
|     | Groupe populaire       | 27    | 27  | Mesías Gimeno                                                                    |
|     | Groupe socialiste      | 19    | 19  | Carlos Piquer Ramón Tejedor (24/06/1996)                                         |
|     | Groupe aragonais       | 14    | 14  | José Ángel Biel                                                                  |
|     | Groupe Izquierda Unida | 5     | 5   | Miguel Ángel Fustero Jesús Lacasa (28/05/1996) Miguel Ángel Fustero (28/01/1998) |
|     | Groupe mixte           | 2     | 2   | Chesús Bernal                                                                    |

## Commissions parlementaires
| Commission                                                                    | Président                   | Parti | Parti | Circonscription |
| ----------------------------------------------------------------------------- | --------------------------- | ----- | ----- | --------------- |
| Commissions permanentes législatives                                          |                             |       |       |                 |
| Commission institutionnelle                                                   | Pilar Fierro                | PP    |       | Saragosse       |
| Commission de l'Économie Commission de l'Économie et des Budgets (09/07/1997) | Martín Llanas               | PSOE  |       | Saragosse       |
| Commission de l'Aménagement territorial                                       | José Sierra                 | PP    |       | Huesca          |
| Commission agraire                                                            | Gonzalo Lapetra             | PAR   |       | Huesca          |
| Commission de l'Industrie, du Commerce et du Tourisme                         | Alfredo Sánchez             | PP    |       | Saragosse       |
| Commission de la Santé et des Affaires sociales                               | Miguel Ángel Usón           | PAR   |       | Huesca          |
| Commission de la Santé et des Affaires sociales                               | Trinidad Aulló (11/11/1997) | PAR   |       | Huesca          |
| Commission de l'Éducation et de la Culture                                    | Sebastián Contín            | PP    |       | Saragosse       |
| Commission de l'Éducation et de la Culture                                    | Antonio Borraz (08/05/1996) | PP    |       | Teruel          |
| Commission de l'Environnement (19/10/1997)                                    | Blanca Blasco               | PAR   |       | Saragosse       |
| Commissions permanentes non-législatives                                      |                             |       |       |                 |
| Commission du Règlement                                                       | Emilio Eiroa                | PAR   |       | Saragosse       |
| Commission des Pétitions et des Droits humains                                | José Marión                 | PP    |       | Huesca          |

## Gouvernement et opposition
| Candidat               | Date                                      | Vote       |    |      |     |    |     | Résultat |
| Candidat               | Date                                      | Vote       | PP | PSOE | PAR | IU | CHA | Résultat |
| Santiago Lanzuela (PP) | 7 juillet 1995 (majorité absolue requise) | Oui        | 27 |      | 13  |    |     | 40 / 67  |
| Santiago Lanzuela (PP) | 7 juillet 1995 (majorité absolue requise) | Non        |    | 18   |     | 5  | 2   | 25 / 67  |
| Santiago Lanzuela (PP) | 7 juillet 1995 (majorité absolue requise) | Abstention |    |      |     |    |     | 0 / 67   |
| Santiago Lanzuela (PP) | 7 juillet 1995 (majorité absolue requise) | Absents    |    | 1    | 1   |    |     | 2 / 67   |

## Désignations

### Sénateurs
| Parti | Parti | Sénateurs désignés         | Voix |
| ----- | ----- | -------------------------- | ---- |
| PP    |       | Gustavo Alcalde            | 36   |
| PSOE  |       | Luis Carlos Piquer Jiménez | 25   |

- Désignation : 13 juillet 1995.
- Gustavo Alcalde (PP) est remplacé en avril 1996 par Sebastián Contín Pellicer par 50 voix favorables.
- Carlos Piquer (PSOE) est remplacé en décembre 1997 par Marcelino Artieda García par 28 voix favorables.